# Dypsis turkii
Dypsis turkii är en enhjärtbladig växtart som beskrevs av John Dransfield. Dypsis turkii ingår i släktet Dypsis och familjen Arecaceae. IUCN kategoriserar arten globalt som starkt hotad.
Artens utbredningsområde är Madagaskar. Inga underarter finns listade i Catalogue of Life.